# ФК Младост Барошевац
 Фудбалски клуб Младост Барошевац је фудбалски клуб из Барошевца код Лазаревца. Основан је 1935. године и у сезони 2013/14. се такмичи у Првој београдској лиги, група B пошто су у сезони 2012/13. освојили треће место у Другој београдској лиги, група „Сава“.
Клуб се до 1947. године звао Обилић. Највећи успех клуба је пласман у међу 32 екипе у Купу Југославије 1954. године. Стадион на којим као домаћин игра Младост је изграђен 1977. године, капацитета за 1000 људи, а носи назив „Милош Живковић“ по дугогдишњем функционеру и играчу клуба.